# Antônio Roberto Cavuto

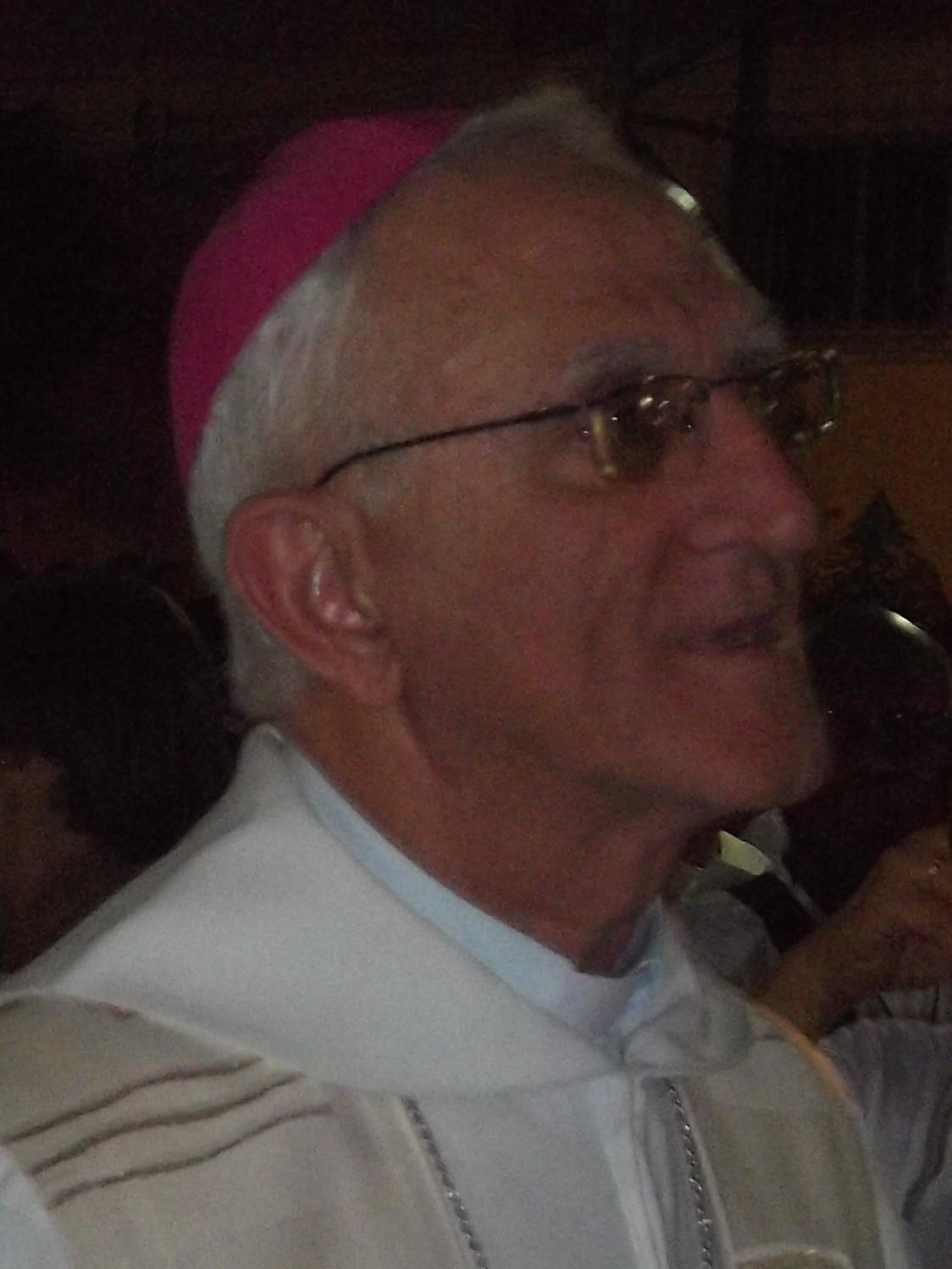
Antônio Roberto Cavuto (2012)

Antônio Roberto Cavuto OFMCap (* 19. Mai 1944 in Espírito Santo do Pinhal, Bundesstaat São Paulo) ist ein brasilianischer Ordensgeistlicher und emeritierter römisch-katholischer Bischof von Itapipoca.

## Leben
Antônio Roberto Cavuto trat der Ordensgemeinschaft der Kapuziner bei und empfing am 24. Januar 1971 die Priesterweihe.
Der römisch-katholische Papst Benedikt XVI. ernannte ihn am 25. Mai 2005 zum Bischof von Itapipoca. Die Bischofsweihe spendete ihm der Erzbischof von Belo Horizonte, Serafím Fernandes de Araújo, am 2. Juli desselben Jahres; Mitkonsekratoren waren Benedito Francisco de Albuquerque, Altbischof von Itapipoca, und José Alberto Moura CSS, Bischof von Uberlândia. Die Amtseinführung im Bistum Itapipoca fand am 31. Juli desselben Jahres statt.
Am 7. Oktober 2020 nahm Papst Franziskus das von Antônio Roberto Cavuto aus Altersgründen vorgebrachte Rücktrittsgesuch an.